# Kormoran skromny
Kormoran skromny (Microcarbo niger) – gatunek ptaka z rodziny kormoranów (Phalacrocoracidae). Zamieszkuje Pakistan, Indie, Sri Lankę oraz Azję Południowo-Wschodnią aż po Jawę.
TaksonomiaJest to gatunek monotypowy. Dawniej bywał niekiedy uznawany za podgatunek kormorana małego (L. pygmaeus). Często umieszczano go w rodzajach Halietor lub Phalacrocorax.
MorfologiaDługość ciała 51–56 cm, rozpiętość skrzydeł około 90 cm, masa ciała 360–525 g. Upierzenie jednolicie czarne; dziób krótki, ogon długi.
StatusW Czerwonej księdze gatunków zagrożonych Międzynarodowej Unii Ochrony Przyrody od 1988 roku zaliczany jest do kategorii LC (Least Concern – gatunek najmniejszej troski). BirdLife International uznaje trend liczebności populacji za trudny do określenia.